# Karl Zuchardt
Karl Zuchardt (10 tháng 2 năm 1887 – 12 tháng 11 năm 1968) là một nhà văn chuyên về tiểu thuyết lịch sử người Đức.
Zuchardt sinh ra ở Leipzig, Vương quốc Sachsen. Năm 1961, ông nhận được Giải thưởng Nghệ thuật Martin Andersen Nexø của thành phố Dresden. Ông qua đời tại Dresden.
Các tác phẩm của ông gồm có Der Spiessrutenlauf, Stirb Du Narr! (ghi chép về cuộc đời chính trị của Sir Thomas More), và Wie lange noch Bonaparte?